# Матущак, Пётр Филиппович
Пётр Филиппович Матущак (7 ноября 1927, Ливановка, Камыстинский район — 2010, Алма-Ата) — заслуженный работник культуры Республики Казахстан, заслуженный тренер КазССР, заслуженный тренер СССР по греко-римской и вольной борьбе.

## Биография
С 1943 года работал токарем Алма-Атинского завода тяжёлого машиностроения. Окончил спортивный факультет Казахского государственного института физической культуры (1954). С 1952 года — преподаватель, с 1963 года — заведующий кафедрой борьбы, бокса, тяжёлой атлетики и фехтования, а с 1975 года — декан факультета единоборств Казахского института физической культуры.
С 1955 года одновременно являлся старшим тренером по вольной борьбе. С 1978 по 1981 год был советником посольства СССР в Афганистане, главным тренером олимпийской команды Афганистана по вольной борьбе. С 1982 года — профессор кафедры борьбы Казахской академии спорта и туризма.
Пётр Матущак становился серебряным призёром первой Спартакиады республик Средней Азии и Казахстана (1948) по классической борьбе, чемпионом Казахстана по вольной борьбе (1949, 1950, 1952), является участником Спартакиад народов СССР (1956—1979).
Матущак тренировал борцов классического стиля, затем перешёл на вольную борьбу. Подготовил 103 мастера спорта СССР. Самыми знаменитыми его воспитанниками являются трёхкратный чемпион мира и чемпион Олимпийских игр 1964 года Анатолий Колесов, призёр Олимпийских игр 1976 года Александр Иванов, чемпионы СССР и Европы Амангельды Габсаттаров, Абильсеит Айханов, Пётр Суриков, Кабден Байдосов, Аманжол Бугыбаев.
Заслуженными тренерами СССР и Казахстана стали 38 воспитанников Петра Матущака, среди которых В. Псарёв, А. Колесов, В. Ермаков, А. Акпаев, Д. Багаев, С. Сакбаев.
Пётр Матущак является автором учебников и 30 книг о борьбе, среди которых «Сто уроков по вольной борьбе», «Наследники Кажымукана», «Спортсмены Казахстана на вершине Олимпа», «Борцы — герои Олимпийских игр», «Олимпийская гордость Казахстана», «Батыры на Ковре», фотоальбома «Спортивная и олимпийская слава Казахстана».
Внесён в Книгу рекордов КИНЭС (1999) как основатель вольной борьбы в Казахстане. Пётр Матущак — инициатор открытия в Казахском государственном институте физкультуры специализации «Казакша курес» (1970 год).
Награждён орденом «Парасат» (2002), почётной грамотой Президиума Верховного Совета КазССР.
Скончался 7 октября 2010 года в Алма-Ате, похоронен на кладбище «Верхняя Пятилетка».

## Память
В Костанае проводится Открытый республиканский турнир по вольной борьбе среди юношей и девушек, посвящённый памяти Петра Матущака.